# Sydney International Challenger 2013
Il Sydney International Challenger 2013, noto anche come Nature's Way Sydney Tennis International, è stato un torneo di tennis giocato sul cemento. È stata la prima edizione del torneo \Sydney International Challenger, faceva parte della categoria Challenger 50 K nell'ambito dell'ATP Challenger Tour 2013 e della categoria ITF 10 K nell'ambito dell'ITF Women's Circuit 2013. Sia il torneo maschile che quello femminile si sono giocati al Sydney Olympic Park Tennis Centre di Sydney, dal 25 febbraio al 3 marzo 2013.

## Campioni

### Singolare maschile
Nick Kyrgios ha battuto in finale  Matt Reid con il punteggio di 6–3, 6–2.

### Singolare femminile
Wang Yafan ha battuto in finale  Misa Eguchi con il punteggio di 6–2, 6–0.

### Doppio maschile
Brydan Klein /  Dane Propoggia hanno battuto in finale  Alex Bolt /  Nick Kyrgios con il punteggio di 6–4, 4–6, [11–9].

### Doppio femminile
Misa Eguchi /  Mari Tanaka hanno battuto in finale  Tamara Čurović /  Wang Yafan con il punteggio di 4–6, 7–5, [10–8].